# EU-Pharmapaket (2008)
Das 2008 von der EU-Kommission vorgeschlagene EU-Pharmapaket (auch: Pharmapaket oder Pharma-Paket, englisch Pharma Package) war ein Maßnahmenbündel der Europäischen Kommission zur Verbesserung der Arzneimittelsicherheit in der EU. Wesentliche Inhalte waren die:
- Verbesserung der Überwachung von Arzneimittelrisiken (Pharmakovigilanz),
- Bekämpfung von Arzneimittelfälschungen und
- werbefreie Information der Öffentlichkeit über verschreibungspflichtige Arzneimittel.

Das EU-Pharmapaket wurde im Dezember 2008 vom damaligen EU-Kommissar für Unternehmen und Industrie und stellvertretendem Kommissionspräsidenten Günter Verheugen vorgelegt und wurde nur in Teilen verabschiedet und umgesetzt. Vorangegangen war im Jahr 2005 die Errichtung eines Gremiums („Pharmaforum“), in welchem sich die Minister der Mitgliedstaaten der Europäischen Union mit Vertretern der EU-Kommission und des EU-Parlaments mit der Ausarbeitung der Inhalte befassten.
Das EU-Pharmapaket betraf nur Humanarzneimittel.

## Verbesserung der Pharmakovigilanz
Die Risikoüberwachung nach Markteinführung (Pharmakovigilanz) wird für alle Medikamente der EU-Mitgliedstaaten generell auf europäischer Ebene angesiedelt. Dadurch sollen Arzneimittelrisiken schneller und besser erkannt und eventuell erforderliche Maßnahmen rasch und EU-weit einheitlich umgesetzt werden. Das Informationsangebot zu Arzneimittelrisiken und Risikoüberwachung wird ausgebaut und über ein Web-Portal öffentlich zugänglich gemacht.
Der Meldeweg für beobachtete unerwünschte Arzneimittelwirkungen wird verkürzt, die Meldepflicht erweitert. So müssen Pharmaunternehmen Meldungen direkt an die Europäische Arzneimittel-Agentur (EMA) adressieren, die für deren einheitliche Erfassung, Sammlung, Auswertung und Archivierung das Netzwerk EudraVigilance betreibt, und nicht mehr wie bisher an die jeweiligen nationalen Behörden, die die Meldungen dann weiter geleitet haben. Für die innerhalb von 15 Tagen zu meldenden schwerwiegenden unerwünschten Ereignissen müssen nunmehr nicht nur die in EU-Mitgliedstaaten, sondern die weltweit aufgetretenen Fälle berücksichtigt werden. Außerdem müssen in der EU aufgetretene, nicht schwerwiegende unerwünschte Wirkungen nun bereits innerhalb von 90 Tagen gemeldet werden. Unter die Meldepflicht fallen auch Nebenwirkungen, die nach nicht bestimmungsgemäßem Gebrauch (Medikationsfehler, Missbrauch) auftreten; es wird zudem nicht mehr in erwartete (bekannte) und unerwartete (neue) Nebenwirkungen unterschieden. Auch können Patienten selbst Nebenwirkungen an die nationalen Bundesoberbehörden melden. Hingegen entfällt für Pharmaunternehmen die periodische Berichtspflicht zu unerwünschten Wirkungen für eine Reihe von Medikamenten gänzlich, für weitere wird sie neu geregelt. Die EMA sichtet die wissenschaftliche Literatur hinsichtlich bestimmter Arzneistoffe und pflegt unerwünschte Wirkungen in EudraVigilance ein.
Risikomanagement-Pläne mit einer Beschreibung des Risikomanagement-Systems, das der Antragsteller für das betreffende Arzneimittel einführen wird, müssen bei Neuzulassungen vorgelegt werden. Zulassungsinhaber können mit und nach der Zulassung zu Risikomanagement-Maßnahmen verpflichtet werden (etwa weitere Wirksamkeits- und Sicherheitsstudien). Arzneimittel, die einer zusätzlichen Risikoüberwachung unterliegen, müssen in der Packungsbeilage mit einem schwarzen Symbol und einem erläuternden Text gekennzeichnet werden. Neu eingeführt wird die Vorhaltung der Beschreibung des Pharmakovigilanz-Systems als Pharmakovigilanz-Stammdokumentation (Pharmacovigilance System Master File) beim Zulassungsinhaber anstelle der bisher üblichen Einreichung mit jedem einzelnen Zulassungsantrag.
Zur Koordination und Bewältigung der zusätzlichen Aufgaben für die europäische Arzneimittelagentur ist ein Pharmakovigilanzausschuss (Pharmakovigilance Risk Assessment Committee, PRAC) eingerichtet, der die Pharmakovigilanz-Arbeitsgruppe (Pharmakovigilance Working Party, PhVWP) ersetzt. Das PRAC ist in alle Belange der Pharmakovigilanz für in den Mitgliedstaaten der EU zugelassene Arzneimittel eingebunden und unterstützt den ebenfalls in der EMA angesiedelten Ausschuss für Humanarzneimittel (CHMP) und die Koordinierungsgruppe der Länderbehörden (CMDh). Das PRAC ist zudem für die Führung von europäischen Risikobewertungsverfahren verantwortlich.
Basis der Neuregelungen sind die Richtlinie 2010/84/EU vom 15. Dezember 2010 („Pharmakovigilanzrichtlinie“) sowie die Verordnung (EU) Nr. 1235/2010 vom 15. Dezember 2010, beide seit Januar 2011 in Kraft und seit Juli 2012 gültig. Es handelt sich um die umfassendste Änderung der EU-einheitlichen Regelungen seit ihrer Einführung 1995.

## Bekämpfung von Arzneimittelfälschung
Arzneimittelhersteller müssen nachweisen, dass die von ihnen verwendeten Wirkstoffe nach den Richtlinien einer guten Herstellpraxis (GMP) gefertigt wurden. Die Mitgliedstaaten haben sicherzustellen, dass nur gemäß GMP hergestellte Wirkstoffe importiert und exportiert werden. Für den Import werden nur zertifizierte und mit einer schriftlichen Bestätigung des Exportlandes versehene Wirkstoffe zugelassen. Stellen Arzneimittelhersteller fest, dass Arzneimittel tatsächlich oder vermutlich gefälscht im Verkehr sind, müssen sie unverzüglich die Behörden darüber informieren.
Verschreibungspflichtige Arzneimittel erhalten eine fälschungssichere Codierung auf der Packung, anhand derer die Echtheit des Arzneimittels überprüft und einzelne Packungen identifiziert werden können. Ausnahmen sind für verschreibungspflichtige Arzneimittel möglich, wenn für sie nachweislich kein Fälschungsrisiko besteht. Umgekehrt können nichtverschreibungspflichtige Arzneimittel ausnahmsweise unter die Codierungspflicht fallen, wenn ein Fälschungsrisiko existiert. Nicht durchgesetzt hat sich der ursprüngliche Plan, dass Arzneimittel vom Hersteller bis zum Patienten in derselben Packung bleiben: So dürfen Originalverpackungen weiterhin im Zuge von Parallelimporten umgepackt werden. Parallelimporteure müssen nach der Umpackung einen neuen Sicherheitscode aufbringen.
Die EU soll den Arzneimittelhandel über das Internet stärker kontrollieren. Ein noch festzulegendes, EU-weit einheitliches Logo wird vertrauenswürdige Internet-Apotheken kennzeichnen.
Basis der Neuregelungen ist die Richtlinie 2011/62/EU des Europäischen Parlaments und des Rates vom 8. Juni 2011 („Fälschungsrichtlinie“), national umsetzbar innerhalb von 18 Monaten.

## Patienteninformation zu verschreibungspflichtigen Arzneimitteln
Der ursprüngliche Entwurf des Pharmapakets aus dem Jahr 2008, der unter anderem vorsah, das bestehende Werbeverbot für verschreibungspflichtige Medikamente zu lockern, hatte Proteste bei Parlamentariern, Krankenkassen, Verbraucherschützern, Ärzten und Apothekern ausgelöst.
Offene Werbung für verschreibungspflichtige Medikamente in Fernsehen, Radio und Printmedien bleibt in der EU weiterhin verboten.
Im Weiteren mehrfach erfolgte Einschränkungen am Pharmapaket wurden für unzureichend gehalten. Das Pharmapaket sah vor, dass Pharmaunternehmen Patienten neutral und werbefrei zu verschreibungspflichtigen Produkten informieren dürfen sollten. Neutrale Informationen sind beispielsweise die Texte der Produktinformationen (Packungsbeilage), aber auch andere Sachinformationen wie Packungsänderungen, Preisangaben oder Umweltverträglichkeit. Weitergehende produktbezogene medizinische Angaben, wie etwa Information über nicht-interventionelle Studien sollten die vorherige behördliche Freigabe erfordern. Die Mitgliedsstaaten bemängelten, dass eine solche Freigabe einen enormen zusätzlichen Kontrollaufwand seitens der zuständigen Behörden erfordere, ohne dass sich die Patienteninformation verbessere. Sachinformationen seitens der Pharmaindustrie – neben den amtlichen verabschiedeten Produktinformationen wie etwa der Packungsbeilage – seien nicht akzeptabel, solange nicht Werbung und Information klar voneinander abgrenzbar seien. 
Im Mai 2014 wurden die Entwürfe der Verordnung und der Richtlinie zurückgezogen.